# Sibila (Zagreb)
Sibila: list za zagonetke i ine zabavice bio je zagonetački list iz Zagreba, jedan od prvih hrvatskih enigmatskih listova. Prvi broj izašao je 17. veljače 1928. godine. Glavni urednik bio je Mavro Špicer.